# Lomaria scabra
Lomaria scabra là một loài dương xỉ trong họ Blechnaceae. Loài này được Klf., Sieb. mô tả khoa học đầu tiên..
Danh pháp khoa học của loài này chưa được làm sáng tỏ. 